# Цесаревна (фрегат, 1841)
Цесаре́вна (При закладке — «Беллона») — парусный фрегат Российского Императорского флота, тип «Спешный». Относился к рангу 44-пушечных фрегатов, однако имел на вооружении 58 орудий. Заложен 24 марта 1838 года в С.-Петербургском Главном адмиралтействе. Строитель М. Н. Гринвальд. Спущен на воду 30 апреля 1841 года, вошел в состав Балтийского флота.

## Основные характеристики
- Водоизмещение = около 1950 тонн[1];
- Длина по верхней палубе = 48,6 м[1];
- Ширина по мидель-шпангоуту = 12,7 м[1];
- Осадка = 3,9 м[1];
- Арт. вооружение = 58 ор[1]. (24-фн — по штату[2]);
- Экипаж = 340/430 человек[1][3].

## Служба
- В 1842, 1843 в составе эскадр находился в практических плаваниях в Балтийском море и Финском заливе.
- В 1844, 1845 стоял в Кронштадтском порту
- В 1846 в составе эскадры находился в практических плаваниях в Балтийском море и Финском заливе.
- В 1847 году ходил в практическое плавание в Северное море.
- В 1849 и 1850 стоял в Кронштадтском порту.
- В 1852 и 1853 в составе эскадр находился в практических плаваниях в Балтийском море и Финском заливе[1][3].

### Участие в экспедиции Балтийского флота в датские воды в 1848—1850
- 7 августа 1848 в составе 1-й дивизии вице-адмирала А. П. Лазарева пришел в Кёге-бухту.
- В конце 8.1848 с дивизией ушел от берегов Дании[1][3].

В 1854 году в составе блокшивного отряда выходил на Кронштадтский рейд.

Разобран в 1858 году в Кронштадте.

## Командиры
- Е. А. Беренс (1841);
- В. А. Шпеер (1842—1843);
- B. C. Нелидов (1844—1846);
- Н. П. Опочинин (1847—1849);
- В. А. Дуванов (1850—1853);
- В. Л. Илляшевич (1854)[1][3].